# Here, There and Everywhere
Here, There and Everywhere è una canzone accreditata a Lennon/McCartney ma scritta da quest'ultimo e pubblicata nell'album Revolver, il 5 agosto 1966.

## Il brano
Paul McCartney la definì anche in un'intervista con Fabio Fazio del 1997 come la sua creazione preferita (seguita subito dopo da Yesterday). Infatti quando Michael Jackson acquistò le edizioni musicali delle canzoni Lennon/McCartney, Paul annunciò a gran voce che gli sarebbe piaciuto avere le edizioni musicali di Yesterday e Here, There and Everywhere. Anche George Martin ("una delle migliori canzoni di McCartney") e il collega John Lennon ("Sai, probabilmente mi piace più di ogni mia altra canzone su questo disco) la ritennero molto gradevole. Nel 2000, la rivista Mojo ha inserito il brano al quarto posto nella lista delle migliori 100 canzoni di tutti i tempi. Il brano non fu incluso in raccolte famose (come per esempio il Red Album) e, in termini di fama, rimane dietro a molti altri brani. Probabilmente, una della cause della fama più bassa di quanto meritasse è da attribuire alla discutibile posizione nel disco, cioè tra la sperimentale Love You To e la goliardica Yellow Submarine.

### Origini
La canzone è nota per la sua melodia melanconica e armoniosa. Fu composta in un pomeriggio estivo passato a casa dell'amico Lennon, mentre McCartney si trovava nei pressi della piscina. La bellezza e allegria delle strofe sono contrastate quindi da una musica abbastanza lenta e riflessiva. McCartney disse nel 1989 che, all'inizio, il brano era stato concepito come un tentativo di emulare il sound di certi pezzi dei Beach Boys sull'album Pet Sounds del 1966, in particolare quello di God Only Knows.

Paul era affascinato da una melodia così acuta, e dichiarò che avrebbe voluto emulare lo stile di Marianne Faithfull: per questo traspose il pezzo fino alla tonalità di Sol Maggiore, anche se lo scrisse in Mi Maggiore.

### Composizione
La canzone, già dalle brevi quanto intense tre battute di introduzione, mostra la scaltrezza del suo compositore. La linea armonica del brano si basa principalmente su un movimento tra le tonalità di Sol Maggiore e la relativa maggiore della sua parallela minore (cioè Si Bemolle Maggiore); in ogni caso non fa mancare la sorpresa quando, dolcemente, scivola in Fa Diesis Minore che, passando per una settima di Si, risolve poi brevemente nella relativa minore (Mi Minore) della tonalità iniziale (Sol Maggiore). Si può notare come sia la stessa sequenza della celeberrima Yesterday, semplicemente innalzata di un tono.
Per rendere la voce di McCartney più dolce e carezzevole, venne accelerata in studio.

## Formazione
The Beatles
- Paul McCartney - voce, basso, chitarra acustica, chitarra solista, schiocco di dita
- George Harrison - cori, chitarra a 12 corde solista
- John Lennon - schiocco di dita, cori
- Ringo Starr - batteria

## Cover
Tra gli artisti che hanno eseguito una reinterpretazione della canzone ricordiamo
- David Gilmour
- Tony Bennett (nell'album Tony Sings the Great Hits of Today! del 1970)
- Bobbie Gentry
- Locksley
- Emmylou Harris
- Clay Aiken
- José Feliciano (strumentale)
- The Lettermen
- John McDermott
- Claudine Longet
- Céline Dion (per un tributo a George Martin e agli stessi Beatles)
- George Benson
- Perry Como
- Sissel
- Gianni Morandi
- Laura Luca
- Brad Mehldau
- Gonzalo Rubalcaba
- Martin Taylor (in una versione strumentale per chitarra solista jazz)
- James Galway (in una versione strumentale per flauto e orchestra)
- Pat Metheny (in una versione strumentale per chitarra solista jazz)

## Riferimenti culturali
- Nella serie tv Friends la canzone è suonata con i tamburi d'acciaio mentre Phoebe Buffay passeggia lungo i corridoi durante il suo matrimonio.
- C'è un'incredibile somiglianza fra Here, There and Everywhere e la canzone She Is a Diamond del musical Evita di Andrew Lloyd Webber.[senza fonte]
- Nel bridge in Si bemolle c'è una frase identica a Mahogany di Diana Ross, uscita undici anni dopo.[senza fonte]